# Sleep, Baby, Sleep
Albums de Nicolette Larson
Shadows of Love
(1988) The Very Best of Nicolette Larson
(1999)
Sleep, Baby, Sleep est le huitième et dernier album studio de Nicolette Larson, sorti en 1994.

## Liste des titres
| No  | Titre                                        | Auteur                                    | Durée |
| --- | -------------------------------------------- | ----------------------------------------- | ----- |
| 1.  | Welcome to the World                         | Nicolette Larson                          | 3:15  |
| 2.  | Oh Bear                                      | Elsie May Larson-Kunkel, Nicolette Larson | 1:57  |
| 3.  | Starlight, Starbright                        | Nicolette Larson                          | 3:34  |
| 4.  | Irish Lullaby                                | Traditionnel                              | 3:18  |
| 5.  | Barefoot Floors                              | Neil Young                                | 4:38  |
| 6.  | Appalachian Lullaby                          | Tanya Goodman, Mike Sykes                 | 3:21  |
| 7.  | I Bid You Goodnight                          | Andrew Gold, Nicolette Larson             | 3:16  |
| 8.  | Moon and Me                                  | Bill Harley                               | 3:32  |
| 9.  | Rock-A-Bye                                   | Tanya Goodman, Mike Sykes                 | 3:15  |
| 10. | Rocking My Baby to Sleep                     | Nicolette Larson                          | 2:32  |
| 11. | The Moment I Saw You (featuring Graham Nash) | Graham Nash                               | 3:01  |